# Fiat Turbina
La Fiat Turbina est une voiture développée et construite par le constructeur italien FIAT. Le modèle a été exposé pour la première fois au Salon de l'automobile de Turin en 1954.

## Histoire

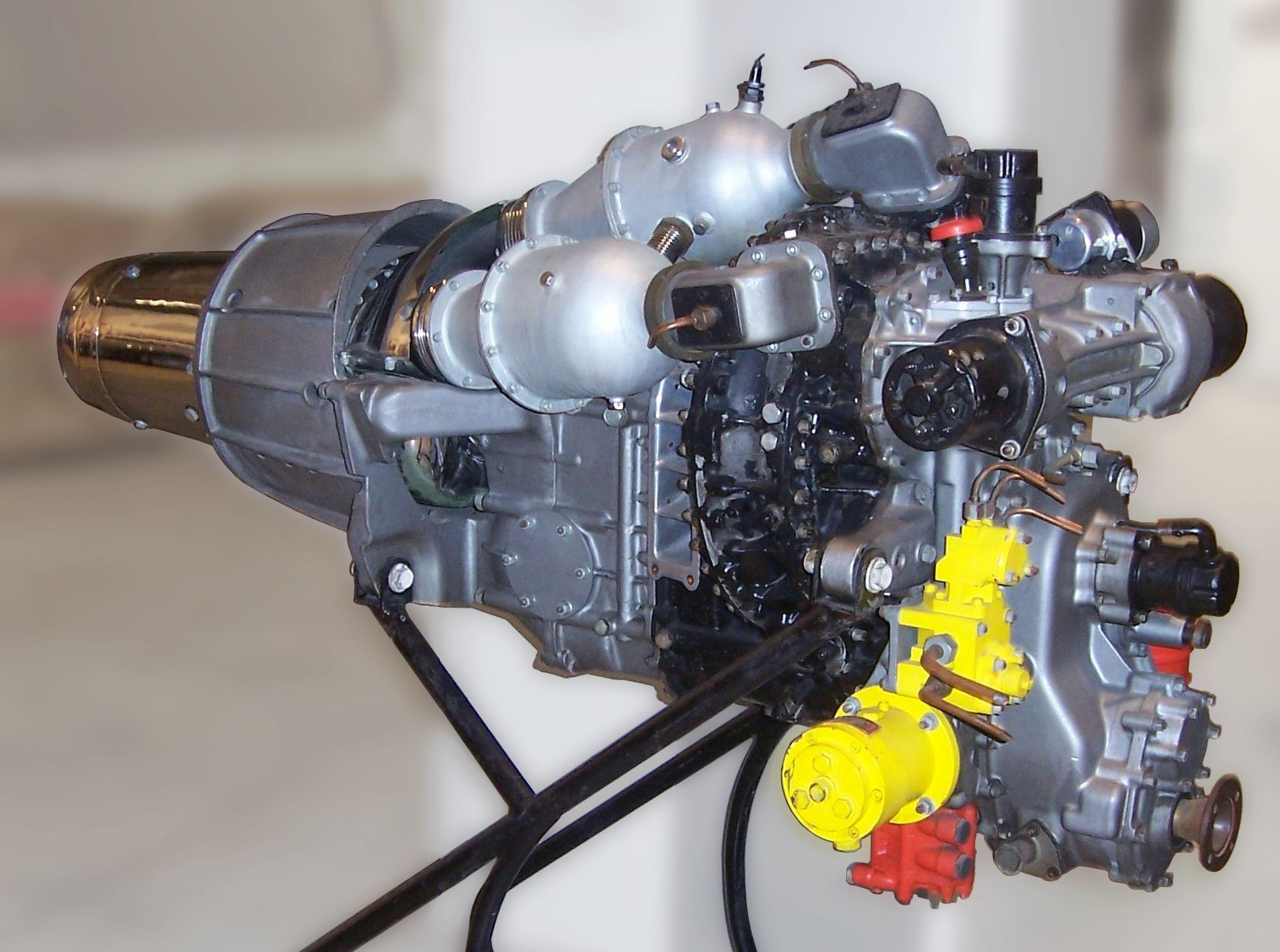
Moteur Tipo 8001.

Avec ce modèle hors du commun, le constructeur italien est le premier constructeur du vieux continent à réaliser une voiture propulsée par une turbine à gaz.
L'étude de ce système de propulsion a débuté dans le bureau d'études Fiat en 1948. Le premier essai a lieu le 4 avril 1954 sur la piste située sur le toit de l'usine du Lingotto.
Le moteur est équipé d'un compresseur à deux étages, d'une turbine à deux étages, une turbine motrice et un groupe réducteur pour la transmission aux roues.
La vitesse maximale déclarée est supérieure à 250 km/h. La carrosserie est reconnaissable à ses deux ailerons arrière qui font office de stabilisateurs. L'ensemble est complètement démontable et cache le système de propulsion dans un compartiment entièrement insonorisé. L'ensemble est dû au Centro Stile Fiat dirigé, à l'époque, par Fabio Luigi Rapi.
L'étude aérodynamique poussée permet à la voiture d'afficher un Cx record de 0,14. Le châssis est tubulaire et comporte quatre roues indépendantes. La boîte de vitesses est rendue inutile grâce à la turbine qui se comporte comme un convertisseur hydraulique. La transmission comporte un réducteur qui fait passer la vitesse de rotation de 22 000 tr/min au régime maximum de la turbine à 4 000 tours au différentiel. Les suspensions avant dérivent de celles de la Fiat 8V de 1952.
Le système d'éclairage, qui respectait les critères d'homologation des véhicules normaux, est composé de phares rectangulaires basculants englobés dans la carrosserie. Cette solution innovante sera reprise par le carrossier Bertone pour la seconde voiture de la série des Alfa Romeo BAT.
Après avoir trôné durant tout le Salon et avoir fait l'admiration des spécialistes, ce concept-car innovant fera homologuer officiellement ses performances et sera donné au Musée de l'Automobile de Turin où il figure toujours en bonne place.

## La Fiat Turbina dans la presse

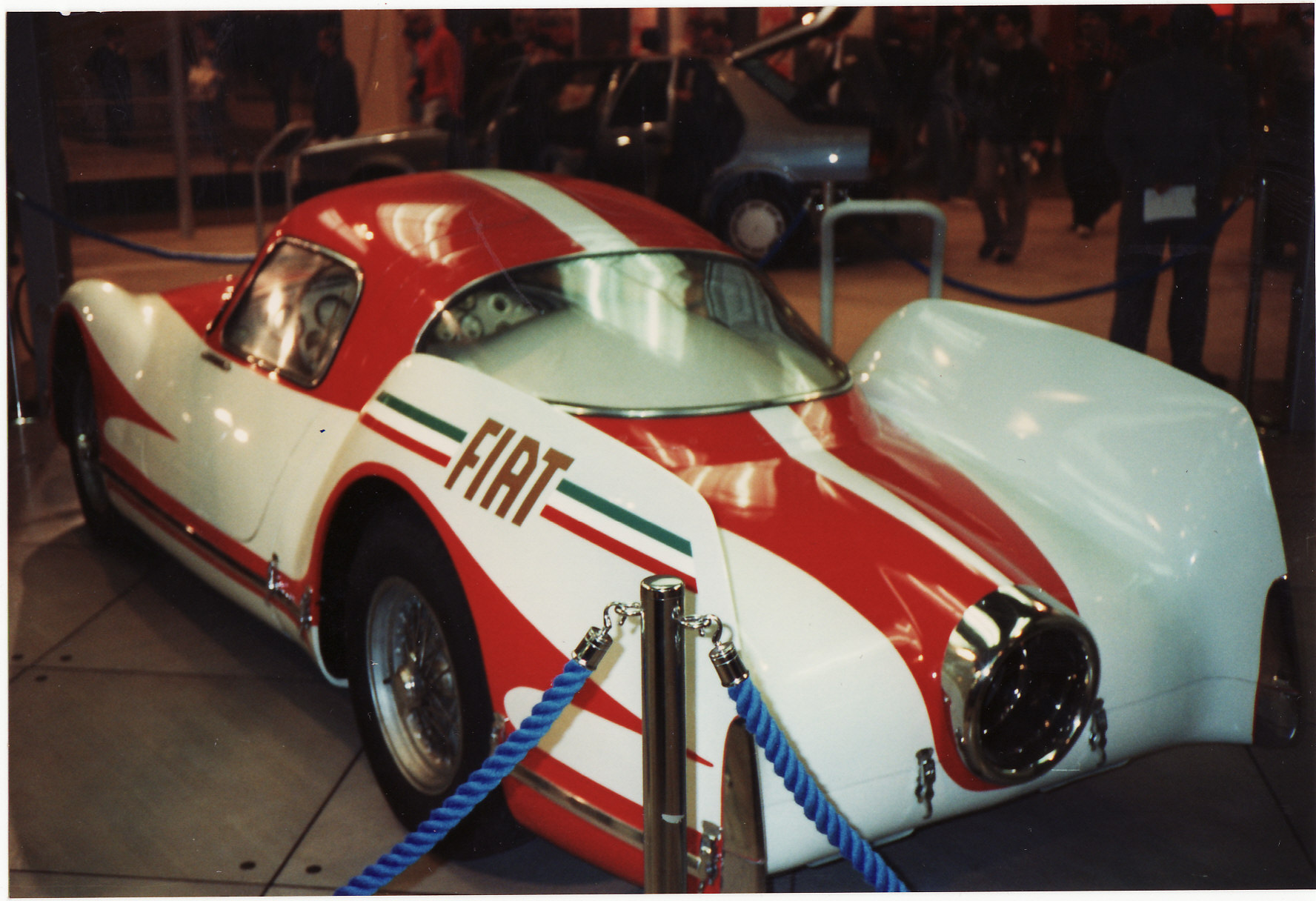
Vue arrière du véhicule.

Extraits d'un article paru en janvier 2006 dans la revue Sports Hemmings & Exotic Car.
Après la Seconde Guerre mondiale, les turbines à gaz ont connu un très fort intérêt. Les travaux effectués pour les moteurs d'avion au début de 1944 avaient fait sensation : les turbines pouvaient désormais remplacer profitablement les moteurs traditionnels pour faire tourner les hélices des avions mais aussi les roues des voitures. Tous les grands constructeurs voulaient se lancer dans la course pour être le premier à maitriser cette technologie nouvelle à appliquer à l'automobile. Il semblait alors que le premier à maitriser les turbines à gaz pourrait en récolter des fruits énormes.
Dans les pays développés, tous les ingénieurs des constructeurs automobiles et d'avions voulurent donc relever le défi. Trois ans après la fin de la guerre, en mars 1948, le constructeur britannique Rover révéla qu'il travaillait sur une turbine à gaz pour les voitures, car le constructeur voulait exploiter le savoir-faire accumulé en temps de guerre savoir-faire acquis dans le développement de certains moteurs à réaction par Frank Whittle. Une autre société anglaise, Centrax, créée en 1946 par deux collègues de Whittle, prétendirent avoir mis au point une turbine de 160ch pour les camions.
En France, le prolifique ingénieur Jean Albert Grégoire, toujours passionné par les solutions avant-gardistes s'intéresse à ce mode de propulsion, qui débouchera en 1954 sur un prototype unique, la SOCEMA Grégoire (inspiration de "La Turbotraction" de Spirou).
La régie Renault, fraîchement nationalisée, s'est lancée dans la même direction et construit au début des années 50 un prototype, L'Etoile Filante qui battra des records de vitesse sur le Lac salé de Bonnevile aux États-Unis.
Plusieurs autres constructeurs avaient lancé de programmes de recherche sur les turbines à gaz depuis 1948. L'un d'eux était General Motors, suivi en 1949 par Chrysler. Un européen s'était lancé en 1948 dans un programme d'études complet, en liaison entre ses divisions moteurs de voiture et moteurs d'avion, c'était la société italienne Fiat, fière de son précieux patrimoine dans l'ingénierie des moteurs et désireuse d'exploiter de nouvelles technologies.
«J'avais peur que, dans la course au progrès qui avait été accélérée par les technologies nouvelles en temps de guerre, nous aurions été dépassés par d'autres», déclara même le brillant Dante Giacosa, directeur technique de la division automobile de Fiat depuis 1945. «Je me suis souvenu de ce qui s'était passé avec les moteurs à piston dans l'aviation, tout à coup remplacés par les jets.» La turbine à gaz sera-elle le moteur de l'avenir pour les voitures ? Il était de la responsabilité de D. Giacosa de protéger l'avenir de son entreprise en restant le premier.
Fiat n'était pas un novice dans les turbines à gaz, il disposait d'un excellent savoir-faire. Une division de la société Fiat assurait la production d'un moteur dérivé du réacteur De Havilland Ghost, tandis qu'une autre division était spécialisée dans les turbines à gaz industrielles. Cependant, il y avait deux raisons pour lesquelles Fiat ne voulait pas utiliser ses ingénieurs experts pour étudier l'application des turbines à gaz sur des automobiles Fiat. Premièrement parce que Giacosa avait dit qu'« il n'y avait que quelques experts italiens de turbines à gaz et il n'était pas envisageable de les détourner de leur travail plus urgent dans le développement aéronautique », secundo, parce que Giacosa voulait disposer de toute la maîtrise dans le domaine sans avoir à la rechercher ailleurs.
En fait, il y avait une troisième raison : Dante Giacosa voulait maintenir son emprise technique totale sur les nouvelles technologies. Grâce à son expérience, il savait avec quelle facilité une idée fragile peut être brisée dans une grande entreprise par une exposition précoce à la critique. Appliquer une turbine à gaz dans une voiture ! « J'ai toujours essayé de garder ce projet aussi secret que possible, pour éviter toute interférence avec l'extérieur », dit l'ingénieur, « En dehors de son contexte, cela signifie que Fiat y travaillait depuis longtemps ».
Le choix rusé que fit Giacosa en tant que chef du projet a été de charger l'ingénieur Vittorio Bellicardi, alors responsable de calculs techniques, de cette étude secrète. « Tact et diplomatie », a-t-il dit à Bellicardi, « il faut manœuvrer habilement parmi le dédale des différentes organisations et bureaux au sein de la galaxie Fiat, et dont la collaboration est essentielle. » Mais Bellicardi devra partir de zéro et tout apprendre sur les turbines à gaz.
Avec une équipe de trois ingénieurs, Bellicardi se lança dans les études sur l'art de concevoir une turbine. Ils ont examiné et évalué toute la conception des moteurs d'avions à turbine, ils ont cherché dans le monde entier pour obtenir des renseignements sur les caractéristiques : rendement des compresseurs, chambres de combustion à débit constant, turbines rouge et arbres à haute vitesse et les problèmes sur les roulements, pour ne citer que les principales technologies qui diffèrent de celles du moteur à pistons. Une solide connaissance de la théorie de la dynamique des fluides est nécessaire pour faire face aux conditions particulières régnant à l'intérieur de ces moteurs.
À l'automne 1950, après deux années de recherche, Giacosa et Bellicardi sentent qu'ils sont prêts pour passer à la réalisation du projet et tenter une expérience automobile. Les travaux ont commencé concrètement en septembre sur un moteur qui, dira Giacosa, « avait envisagé la turbine comme une partie intégrante de l'automobile » et non pas comme une unité autonome qui a ensuite été intégrée dans une voiture, comme le feront tous les autres constructeurs. La turbine de Fiat serait donc le projet 8001.
Bien que Virgilio Borsattino et un autre ingénieur se fussent dits prêts à commencer la conception détaillée du moteur, Giacosa considéra que pour mener à bien ce projet, il fallait un équipement d'essai spécifique : « Nous avons dû prendre des mesures du comportement de l'air et des gaz passant par les différentes parties du moteur, parfaire les chambres de combustion et la forme des aubes de la turbine, les tubes du compresseur à deux étages et la turbine, le mécanisme d'injection, le régulateur et ainsi de suite. Nous avons également eu à faire en sorte que les roues tournant à 30 000 tr/min puissent supporter la force centrifuge. Cela signifiait que nous aurions besoin d'une fosse à l'intérieur de laquelle nous pourrions les faire tourner jusqu'à ce que leur point de rupture soit atteint, sans danger pour les observateurs. »
Il y avait là des travaux de recherche essentiels qui promettaient d'être bruyants, dangereux et coûteux. Encore une fois, cependant, l'objectif était de garder le secret. Justifiant sa réputation d'ingéniosité, Bellicardi trouva la solution. Achevée après la Première Guerre mondiale, l'usine Fiat Lingotto de cinq étages, dans le quartier du Lingotto de Turin a été célèbre pour sa piste d'essai sur le toit, offrant des virages inclinés à chaque extrémité. La cour creuse au centre du bâtiment a été longtemps traversée par trois structures de liaison.
Bellicardi avait découvert que l'une de ces structures était relativement isolée au sixième étage, la Traversa D, et de plus, n'était pas utilisée. Il a négocié son utilisation et le loyer avec le gestionnaire de Lingotto. Puis, profitant des équipements mis au rebut par d'autres divisions du groupe Fiat comme à chaque mise à niveau des laboratoires, il récupéra des bancs d'essais et mis sur pied ce qu'il sera appelé les « Essais Speciaux en atelier. » Il n'était encore fait aucune mention aux turbines à gaz pour voitures au sein de Fiat.
En mai 1951, la conception de la turbine 8001 était suffisamment avancée pour qu'il soit décidé de s'adresser directement aux ateliers Fiat pour commencer la fabrication de certaines pièces. Le schéma de montage de l'unité complète, en date du 8 novembre 1951, montre une unité de puissance qui est unique parmi les turbines pour l'automobile.
L'un des deux éléments de base des turbines à gaz pour l'automobile est un générateur de gaz qui a une roue de turbine ou de compresseur, qui délivre de l'air à une chambre de combustion. Les gaz chauds de la chambre de combustion entraînent la turbine qui alimente le compresseur. Il y a beaucoup de gaz restant à conduire vers l'autre élément de base, la turbine de puissance qui propulse la voiture. Lors du démarrage, la turbine de puissance est au repos jusqu'à ce qu'elle commence à tourner sous l'effet de la chaleur d'échappement du générateur de gaz. Fiat a utilisé cette méthode, dans laquelle la relation entre le générateur de gaz et turbine agit comme une transmission automatique, dans son projet 8001. Les ingénieurs de Fiat ont utilisé un compresseur pour obtenir un rapport de compression exceptionnellement élevé de 7.0:1 pour une performance et une efficacité maximales.
Dans leur bureau retranché du Lingotto, Traversa D, Bellicardi et Freilino, l'ingénieur chargé de l'exécution des tests, ont soumis aux essais tous les composants du moteur. L'ensemble, pesant 570 kg, a été conçu pour être monté sur appuis antivibratiles sur quatre points du châssis. Sa configuration a été adaptée uniquement pour une utilisation dans une voiture à moteur arrière, un type de véhicule sur lequel Fiat travaillait en préparation du lancement de sa fameuse Fiat 600 en 1955.
Pendant ce temps, d'autres constructeurs de turbines à gaz ont fait surface à travers le monde. En mars 1950, Rover a présenté la première voiture à turbine, qui en 1952 a conduit au record de vitesse à turbine à gaz à 246,1 km/h. En 1951, le constructeur de camions français Laffly a montré un châssis propulsé par une turbine Turbomeca, tandis que la même année, un semi-remorque Kenworth de 36 tonnes était équipé d'une turbine Boeing. À Paris, en octobre 1952, un coupé sport à turbine SOCEMA-Grégoire, a été exposé.
Cette longue mise au point secrète de la turbine Fiat était censée prouver que l'équipe menée par Dante Giacosa pour la conception d'une petite turbine n'était pas une aberration bizarre. Grâce aux efforts accomplis, le projet Fiat Turbina 8001 pourra enfin sortir de la clandestinité. En 1953, un financement plus substantiel pour le projet 8001 a été mis à disposition par le directeur de Fiat, Gaudenzio Bono et le président Vittorio Valletta. Le travail sur ce projet pourrait aboutir, malgré Oscar Montabone, mais avec le soutien continu de Bellicardi. La nature de la voiture était déterminée par le moteur, qui promettait d'être puissant, mais les ingénieurs Fiat avaient dû trouver un compromis : une turbine de faible puissance serait plus conforme aux voitures Fiat traditionnelles, par contre, les grandes turbines étaient de meilleure qualité. Dans cet esprit, il a été défini pour le projet 8001 une puissance nominale de 200 hp, la même puissance qu'une Ferrari contemporaine de 4,1 litres Type 342 America.
Parallèlement, Fiat menait l'élaboration d'une voiture de sport, son modèle 8V avec un moteur à 8 cylindres en V, pour lequel une nouvelle suspension indépendante a été élaborée. Il s'agissait d'une conception à triangles superposés avec un seul bras supérieur qui actionnait un ressort hélicoïdal et un amortisseur à l'intérieur d'un boîtier à bain d'huile. Un d'eux était placé à chaque coin du châssis de la voiture, donnant un très faible roulis, la suspension était complétée par des barres anti-roulis avant et arrière. Les freins à tambour sont de modèle Fiat FB, à l'intérieur des jantes Borrani équipées de pneus Pirelli 6,00 × 16 Stelvio Corsa.
La carrosserie de la Fiat Turbina 8001 est l'œuvre de Fabio Luigi Rapi, designer au Centro Stile Fiat. En tant qu'ingénieur et aussi styliste, le talentueux Rapi avait été nommé vice-directeur par Giacosa en 1949, et en 1952 pris la direction du département « carrosseries spéciales » de Fiat. Fait étonnant, il était peut-être un des rares concepteurs italiens avec une expérience pratique de puissantes voitures à moteur arrière. De 1934 à 1949, il avait été salarié chez Isotta Fraschini, célèbre constructeur italien, comparé à Rolls-Royce pour la qualité de ses voitures, chez qui il a participé au style et à la conception comme ingénieur d'une voiture spectaculaire de l'après-guerre, la 8C Monterosa. Son moteur V8 de 3,4 litres, à l'arrière, développait 120 chevaux.
Bien que la Turbina 8001 ait été conçue pour avoir une carrosserie couvrant les roues arrière, la voiture a été dessinée pour pouvoir rouler également sans. Les ailerons sur les ailes arrière étaient très utiles pour améliorer la stabilité latérale aux vitesses maximales. Ce dispositif a été suggéré lors des essais en soufflerie de l'École polytechnique de Turin, qui a montré un coefficient de traînée de seulement Cd = 0,14.
Le premier test sur piste eut lieu le 14 avril 1954. Salamano plaisanta en disant que depuis qu'il était pilote d'essai chez Fiat, il n'avait aucune idée de comment cette voiture allait réagir quand il appuierait sur la manette des gaz (ce qui était une forme entièrement nouvelle de la force motrice), il dût même porter un parachute en roulant sur une piste à 30 mètres de hauteur ! En tout état de cause, le test s'est bien déroulé, la voiture a connu sa séquence de démarrage de 15 secondes sans faille et, accompagné par le vaillant Freilino, Salamano fit plusieurs tours de piste sur le toit du Lingotto.
Si la phase finale de mise au point de la Turbina 8001 semblait précipitée, c'était que le Salon de l'automobile de Turin allait ouvrir ses portes le 21 avril, et la Fiat Turbina avait le potentiel pour être une sensation énorme pour Fiat durant le Salon. Ce n'était alors qu'une rumeur car, lorsque le président italien a inauguré le Salon, à 10 heures précises le 21 avril, le secret n'avait toujours pas été officiellement dévoilé. Seuls les directeurs généraux Bono et Giacosa en avaient fait état lors d'une réunion au Rotary Club de Turin.
Ce n'est que le 23 avril, à l'aéroport de Turin Caselle, baigné de soleil, que les dirigeants de Fiat présentèrent aux journalistes spécialisés ébahis, réunis pour voir la mystérieuse Fiat Turbina 8001. Seulement deux jours plus tôt, Salamano avait testé et posé pour des photos de presse. Néanmoins, les caractéristiques communiquées de la turbine étaient très conservatrices avec une puissance annoncée de 150 ch et un régime de turbine à 22 000 tr/min, ce qui équivalait à 180 km/h. Le générateur de gaz tournait en fait à plus de 27 000 tr/min et donnait une puissance supérieure d'au moins 10 pour cent.
Le calendrier de Fiat dans la présentation de son modèle "Turbina", était impeccable. Fiat a pu revendiquer la première démonstration publique d'une voiture à turbine en Europe, car la SOCEMA-Grégoire de 1952 n'avait jamais roulé. En fait, Fiat pouvait prétendre être le deuxième constructeur automobile au monde à afficher une voiture avec une turbine à gaz. GM a réalisé des essais de sa Firebird I à l'automne 1953, mais n'a jamais invité les médias à le voir en action, tandis que Chrysler, avec sa Plymouth à turbine, présentée à New York du 7 au 11 avril 1954, a dû attendre le 16 juin 1954 pour faire ses premiers tours de roues devant la presse et le public. Ce n'est qu'en juillet 1955 qu'Austin dévoilera sa première turbine installée dans une voiture, qui montrera d'étranges similitudes de conception avec la Fiat Turbina.
Les ingénieurs Fiat poursuivirent leurs efforts pour améliorer le projet 8001 et les développements sur plusieurs années permirent des améliorations spectaculaires des performances. La puissance de 200 ch à 18 000 tr/min avec un générateur de gaz fonctionnant à 29 000 tr/min fut largement dépassée. Avec le générateur de gaz à 30 500 tr/min et la turbine de puissance à 20 000, la puissance était passée à 295 hp. La consommation de carburant était très importante, de l'ordre de deux fois celle d'un moteur traditionnel comparable.